# Méthylamine
La méthylamine est la plus simple des amines primaires ; sa formule semi-développée est CH3NH2. Ce gaz incolore dérive de l'ammoniac où un atome d'hydrogène a été remplacé par un groupe méthyle. Elle a une forte odeur ressemblant à celle du poisson. Elle est vendue sous forme de solution dans le méthanol ou dans l'éthanol, le tétrahydrofurane ou l'eau, ou sous forme gazeuse anhydre sous pression dans des conteneurs métalliques. La méthylamine industrielle est vendue et transportée par camions citernes ou trains citernes. Elle sert de « brique de construction » dans la synthèse de très nombreux composés chimiques commerciaux. Des centaines de milliers de tonnes sont produites chaque année.[réf. nécessaire]

## Production
La méthylamine a été préparée pour la première fois par Charles Adolphe Wurtz grâce à l'hydrolyse de l'isocyanate de méthyle et de composés voisins.
La méthylamine est préparée commercialement par réaction entre l'ammoniac et le méthanol en présence d'un catalyseur silico-aluminate. La diméthylamine et la triméthylamine sont coproduites. Les paramètres cinétiques de la réaction et le ratio des réactifs détermine la proportion de ces trois produits :
CH3OH + NH3 → CH3NH2 + H2O
De cette façon, plus de 400 K tonnes sont produites annuellement.
En laboratoire, l'hydrochlorure de méthylamine est préparé simplement par la réaction entre l'acide chlorhydrique et l'hexamine ou par traitement du formaldéhyde avec le chlorure d'ammonium:
NH4Cl + H2CO → CH2=NH·HCl + H2O
CH2=NH·HCl + H2CO + H2O → CH3NH2·HCl + HCOOH
L'hydrochlorure incolore peut être converti en l'amine libre par addition d'une base forte, comme l'hydroxyde de sodium (NaOH):
CH3NH2·HCl + NaOH → CH3NH2 + NaCl + H2O

## Réactivité et applications
La méthylamine est un bon nucléophile parce qu'elle est bien basique et non encombrée. Son utilisation en chimie organique est très variée. Par exemple, des réactions qui impliquent des composés simples incluent la réaction avec le phosgène (Cl2C=O) vers l'isocyanate de méthyle (CH3NCO), avec le disulfure de carbone (CS2) et l'hydroxyde de sodium (NaOH) vers le N-méthyl-dithiocarbamate de sodium (CH3NC(=S)-S−Na+), avec le chloroforme (CHCl3) et une base vers l'isocyanure de méthyle (CH3-NC) et avec l'oxirane vers la N-méthyl-éthanolamine.
Des produits chimiques parmi ceux d'une importance commerciale, produits de la méthylamine, incluent des médicaments comme l'éphédrine, la théophylline, des pesticides comme le carbofuran, le carbaryl et le N-méthyl-dithiocarbamate de sodium (Métham sodium) et des solvants comme le N-méthylformamide, la N-méthyl-2-pyrrolidone. La préparation de certains surfactants et de réactifs de développement photographique nécessite de la méthylamine.
La méthylamine liquide peut être utilisée comme solvant analogue à l'ammoniac liquide dont elle partage certaines des propriétés mais elle dissout bien mieux les molécules organiques apolaires de la même façon que le méthanol le fait mieux que l'eau.

## Biologie
La méthylamine apparaît naturellement dans les processus de putréfaction et est un substrat de méthanisation. Elle est aussi un agent tampon dans le lumen thylakoïdal des chloroplastes des plantes, siphonnant efficacement les protons nécessaires à l'ATP synthase.

## Sécurité
Le CL50 pour la souris est de 2,4 mg·kg-1. La méthylamine est aussi inscrite sur la "Liste 1" des produits chimiques régulés de la DEA aux États-Unis car elle est considérée comme un précurseur de la méthamphétamine.